# Paionaios
Paionaios (altgriechisch Παιωναῖος Paiōnaíos) ist in der griechischen Mythologie einer der idäischen Daktylen.
Nach Pausanias vertraut Rhea den neugeborenen Zeus den fünf aus dem kretischen Idagebirge stammenden Daktylen an, damit sie ihn vor seinem Vater Kronos beschützen. Er identifiziert die Daktylen dabei mit den Kureten. Im Zeusheiligtum Olympia hatte jeder der idäischen Daktylen einen eigenen Altar.